# The Sleeping Prince
The Sleeping Prince es una obra de teatro del dramaturgo británico Terence Rattigan, estrenada en 1953.

## Argumento
Londres, junio de 1911. Jorge V será coronado el 22 de dicho mes, y muchos dignatarios invitados a la ceremonia comienzan a llegar. Entre ellos está el rey Nicolás de Carpacia y su padre, el príncipe regente Carlos. El gobierno británico conoce la importancia del pequeño reino en el juego político europeo y quiere ganarse el favor de su soberano. Para ello, los ubican en un lujoso hotel. Un funcionario del Gobierno británico lleva al príncipe Carlos a una función teatral. En el entreacto, el príncipe es llevado tras el escenario para saludar a los artistas. Allí, él se muestra especialmente interesado por Mary, por la que se siente cautivado.

## Representaciones destacadas
- Phoenix Theatre, Londres, 1953.
  - Intérpretes: Lawrence Olivier (Regente), Vivien Leigh (Mary).

- Coronet Theatre, Broadway, 1956.
  - Dirección: Michael Redgrave
  - Intérpretes: Michael Redgrave (Regente), Barbara Bel Geddes (Mary) y Cathleen Nesbitt.

- Teatro Recoletos, Madrid, 1957 (traducida como El Príncipe durmiente).
  - Traducción: Diego Hurtado.
  - Adaptación: Víctor Ruiz Iriarte.
  - Intérpretes: Enrique Diosdado, Mary Carrillo, Amelia de la Torre, Agustín Povedano, Carmen Seco, Gracita Morales.

- Teatro Muñoz Seca, Madrid, 2002.
  - Adaptación: Vicente Molina Foix.
  - Dirección: Francisco Vidal.
  - Intérpretes: Emilio Gutiérrez Caba, María Adánez, Paca Ojea, Tomás Sáenz, Cipriano Lodosa, Alejandro Arestegui

## Versión cinematográfica
Estrenada en 1957 bajo el título de The Prince and the Showgirl (El príncipe y la corista), fue dirigida por el propio Olivier, que además la protaginizó junto a Marilyn Monroe.